# Aleurocanthus cocois
Aleurocanthus cocois es un hemíptero de la familia Aleyrodidae, con una subfamilia: Aleyrodinae. Fue descrita científicamente en 1927 por Corbett.